# Bandeirantes (Mato Grosso do Sul)
Pour les articles homonymes, voir Bandeirantes.
Bandeirantes est une municipalité brésilienne de l'État de Mato Grosso do Sul et la Microrégion de Campo Grande.